# Pedro Poti
Pedro Poti (1608 —1652 ) était un interprète et chef militaire et politique de la communauté des Amérindiens Potiguaras du nord du Brésil à la fin du XVIIe siècle. Il est né dans la Capitainerie de Paraíba en 1608 et mort dans l'océan atlantique en 1652, après avoir été expulsé des territoires du Brésil néerlandais pour être jugé à Lisbonne au Portugal car il avait combattu aux côtés des Portugais depuis deux décennies. 

## Biographie
D'origine Potiguara, à l'âge de seulement 17 ans il se rendit en 1625 avec un groupe de 25 autres Indiens aux Pays-Bas, répartis entre Amsterdam et Groningue, où il apprit à lire et à écrire dans la langue néerlandaise, et où il est reçu en héros et traité avec les honneurs. 
En 1631, il retourne au Brésil, pour y recruter de nouveaux alliés pour les Hollandais, où il sert aussi d'interprète aux néerlandais et devient actif en politique, au contact d'autres dirigeants Potiguara connus, parmi lesquels Carapeba et Felipe Camarao, un de ses parents, avec lequel il entretient une correspondance suivie, en tentant de la convaincre, mais qui reste lui du côté des Portugais, qui l'avaient converti au catholicisme dès 1614. 
L'aide des Potiguara permet aux Hollandais de tenter une expédition contre les Portugais dans la région du Ceara afin de rechercher des mines d'argent dont ont parlé 6 des 25 Indiens qui ont séjourné pendant cinq ans aux Pays-Bas. C'est ainsi qu'avec l'aide de Pedro Poti le Fort San Sebastiano, future Fortaleza, sur les rives de la rivière Ceará, tombé dans un état précaire, est pris par l'expédition de George Gartsman et Henderick Huss, le 26 octobre 1637, sous la responsabilité du lieutenant Van Hans, remplacé plus tard par Gedeon Morris de Jonge.
En 1645, les Pays-Bas décident de créer une assemblée de représentants des Amérindiens du Brésil, avec l'assentiment du Conseil des 19 de la WIC. Il en fait partie, tout comme un autre représentants des Amérindiens, Antonio Parapawa.
Il a combattu du côté hollandais lors la Bataille des Guararapes dans la Capitainerie de Pernambouc, le 19 avril 1648 qui a abouti six ans après à la fin des Invasions néerlandaises au Brésil en janvier 1654, illustrée par la célèbre peinture d'histoire de la victoire des troupes brésiliennes, "Batalha dos Guararapes",. 
Le 19 février 1649, lors de la seconde bataille des Guararapes, il est fait prisonnier par les Portugais, période au cours de laquelle il vit un calvaire en prison, comme l'a retranscrit l'anthropologue Darcy Ribeiro : il a été constamment fouetté, a subi toutes sortes de tourments, a été jeté, lié par des chaînes de fers sur ses pieds et ses mains, ne recevant que du pain et de l'eau pour se nourrir, et répondant à ses besoins sur place pour six longs mois. Il est mort au milieu de l'océan Atlantique à bord d'un navire près de trois ans plus tard, alors qu'il était conduit à son procès au Portugal